# Cyrtandra waianaeensis
Cyrtandra waianaeensis är en tvåhjärtbladig växtart som beskrevs av Harold St.John och William Bicknell Storey. Cyrtandra waianaeensis ingår i släktet Cyrtandra och familjen Gesneriaceae. Inga underarter finns listade i Catalogue of Life.

## Bildgalleri

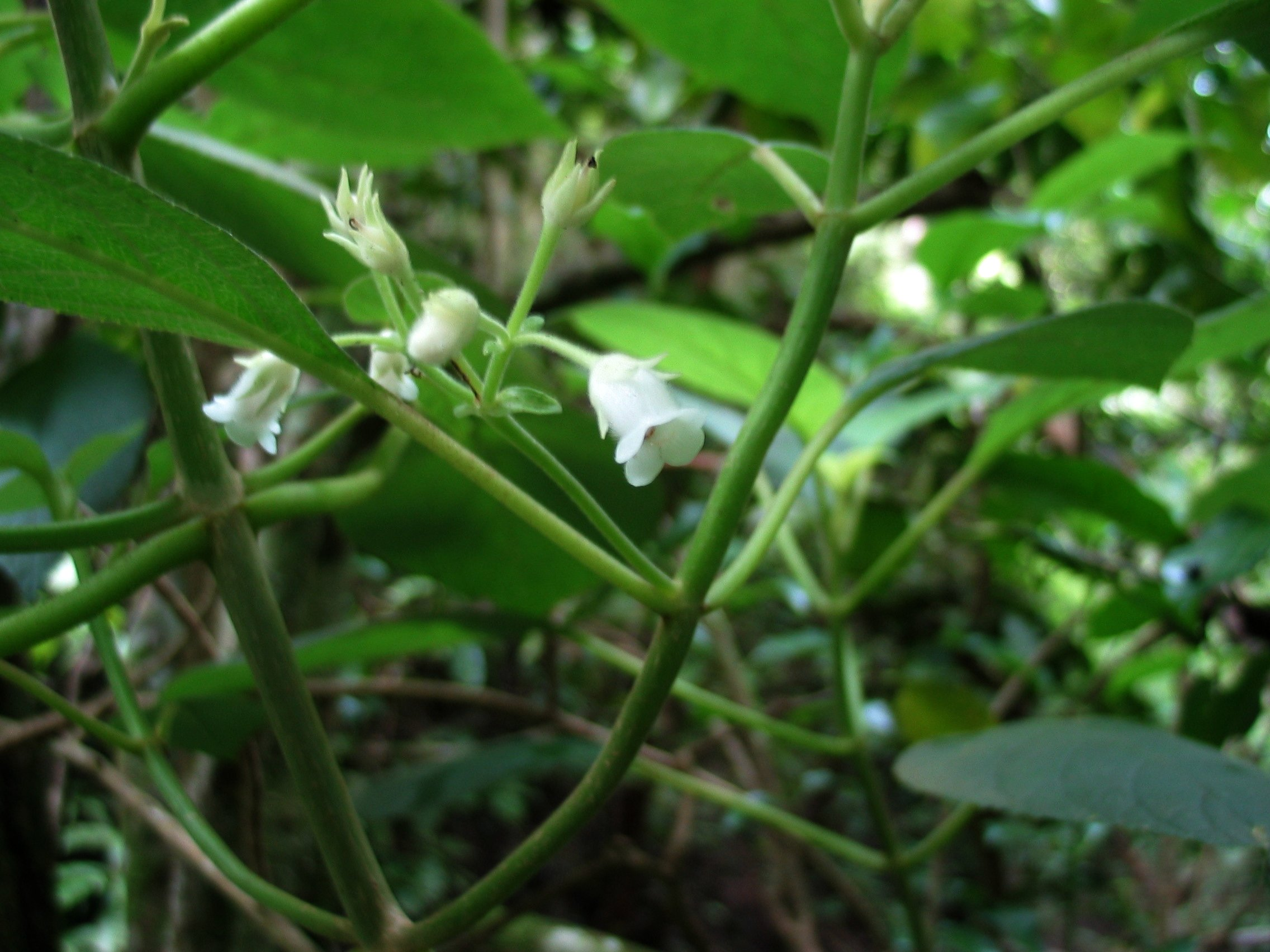
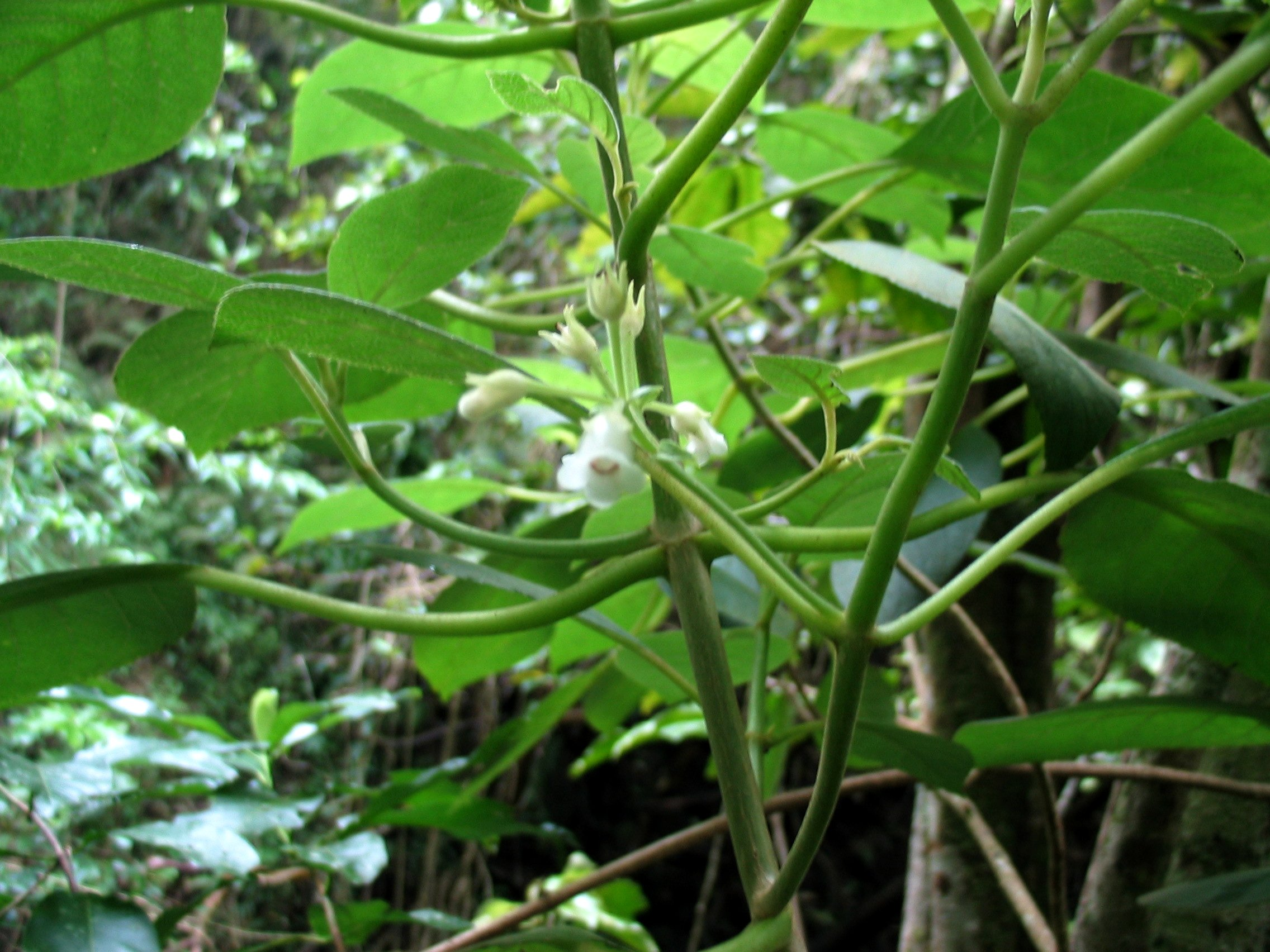